# EHF Champions League mannen 2002/03
De EHF Champions League 2002/03 was de drieënveertigste editie van de EHF Champions League, de hoogste handbalcompetitie voor clubs in Europa.

## Deelnemers
| Eerste ronde | Eerste ronde |
| --- | --- |
| - HC Eynatten: Kampioen van België - Izviđač Ljubuški: Kampioen van Bosnië en Herzegovina - Lokomotiv Varna: Kampioen van Bulgarije - SPE Strovolos Nicosia: Kampioen van Cyprus - STU Shevardeni Tbilisi: Kampioen van Georgië - Panellínios Athene: Kampioen van Griekenland - Generali Pallamano Trieste: Kampioen van Italië - Granitas Kaunas: Kampioen van Litouwen | - Handball Esch: Kampioen van Luxemburg - Vardar Vatrostalna: Kampioen van Macedonië - Wealer Geleen: Kampioen van Nederland - A1 Bregenz: Kampioen van Oostenrijk - Fibrex Săvinești: Kampioen van Roemenië - MŠK Povazská Bystrica: Kampioen van Slowakije - ASKİ SK: Kampioen van Turkije - SKA Minsk: Kampioen van Wit-Rusland |
| Tweede ronde | |
| - Sandefjord TIF: Kampioen van Noorwegen - Shakhtyor Akademi Donetsk: Kampioen van Oekraïne - Wisła Płock SSA: Kampioen van Polen - Medvedi Tchekhov: Kampioen van Rusland | - HC Banik Karvina: Kampioen van Tsjechië - Partizan Belgrade: Kampioen van Servië en Montenegro - HK Drott: Kampioen van Zweden - Pfadi Winterthur: Kampioen van Zwitserland |
| Groepsfase | |
| - SC Magdeburg: Titelhouder 2001/02 - THW Kiel: Kampioen van Duitsland - Kolding IF: Kampioen van Denemarken - Montpellier: Kampioen van Frankrijk | - Fotex Veszprém: Kampioen van Hongarije - RK Zagreb: Kampioen van Kroatië - Prule 67: Kampioen van Slovenië - Portland San Antonio: Kampioen van Spanje |

## Kwalificatieronde

### Eerste ronde
| Team 1                     | Score   | Team 2                 | 1       | 2       |
| -------------------------- | ------- | ---------------------- | ------- | ------- |
| Panellínios Athene         | 56 – 48 | ASKİ SK                | 30 – 23 | 26 – 25 |
| SKA Minsk                  | 48 – 55 | Granitas Kaunas        | 23 – 25 | 25 – 30 |
| A1 Bregenz                 | 59 – 43 | SPE Strovolos Nicosia  | 31 – 19 | 28 – 24 |
| Generali Pallamano Trieste | 59 – 52 | Izviđač Ljubuški       | 33 – 27 | 15 – 22 |
| HC Eynatten                | 52 – 63 | Vardar Vatrostalna     | 28 – 31 | 24 – 32 |
| MŠK Povazská Bystrica      | 70 – 48 | STU Shevardeni Tbilisi | 35 – 25 | 35 – 23 |
| Handball Esch              | 45 – 51 | Wealer Geleen          | 24 – 25 | 21 – 26 |
| Lokomotiv Varna            | 37 – 75 | Fibrex Săvinești       | 20 – 41 | 17 – 34 |

### Tweede ronde
| Team 1                     | Score   | Team 2                | 1       | 2       |
| -------------------------- | ------- | --------------------- | ------- | ------- |
| HC Banik Karvina           | 67 – 47 | MŠK Povazská Bystrica | 31 – 25 | 36 – 22 |
| Wealer Geleen              | 43 – 69 | Wisła Płock SSA       | 24 – 28 | 19 – 41 |
| Sandefjord TIF             | 43 – 55 | Vardar Vatrostalna    | 26 – 26 | 23 – 29 |
| Fibrex Săvinești           | 43 – 41 | Partizan Belgrade     | 28 – 19 | 15 – 22 |
| HK Drott                   | 49 – 51 | Panellínios Athene    | 29 – 26 | 20 – 25 |
| A1 Bregenz                 | 47 – 62 | Medvedi Tchekhov      | 25 – 31 | 22 – 31 |
| Shakhtyor Akademi Donetsk  | 46 – 44 | Granitas Kaunas       | 34 – 24 | 46 – 44 |
| Generali Pallamano Trieste | 60 – 51 | Pfadi Winterthur      | 31 – 26 | 29 – 25 |

## Groepsfase

### Groep A
| Pos | Club               | Wed | W | G | V | Ptn | DV  | DT  | +/− | Opmerking                     |
| --- | ------------------ | --- | - | - | - | --- | --- | --- | --- | ----------------------------- |
| 1   | Fotex Veszprém     | 6   | 6 | 0 | 0 | 12  | 163 | 127 | 36  | 00Geplaats voor kwartfinale00 |
| 2   | SC Magdeburg       | 6   | 4 | 0 | 2 | 8   | 179 | 166 | 13  | 00Geplaats voor kwartfinale00 |
| 3   | Wisła Płock SSA    | 6   | 1 | 0 | 5 | 2   | 167 | 195 | -28 |                               |
| 4   | Panellínios Athene | 6   | 1 | 0 | 5 | 2   | 131 | 152 | -21 |                               |

### Groep B
| Pos | Club                       | Wed | W | G | V | Ptn | DV  | DT  | +/− | Opmerking                     |
| --- | -------------------------- | --- | - | - | - | --- | --- | --- | --- | ----------------------------- |
| 1   | Portland San Antonio       | 6   | 5 | 0 | 1 | 10  | 180 | 142 | 38  | 00Geplaats voor kwartfinale00 |
| 2   | Kolding IF                 | 6   | 4 | 0 | 2 | 8   | 178 | 152 | 26  | 00Geplaats voor kwartfinale00 |
| 3   | Generali Pallamano Trieste | 6   | 2 | 1 | 3 | 5   | 163 | 175 | -12 |                               |
| 4   | Shakhtyor Akademi Donetsk  | 6   | 1 | 0 | 5 | 2   | 131 | 152 | -21 |                               |

### Groep C
| Pos | Club             | Wed | W | G | V | Ptn | DV  | DT  | +/− | Opmerking                     |
| --- | ---------------- | --- | - | - | - | --- | --- | --- | --- | ----------------------------- |
| 1   | Montpellier      | 6   | 5 | 0 | 1 | 10  | 166 | 160 | 6   | 00Geplaats voor kwartfinale00 |
| 2   | Prule 67         | 6   | 4 | 0 | 2 | 8   | 179 | 169 | 10  | 00Geplaats voor kwartfinale00 |
| 3   | Medvedi Tchekhov | 6   | 2 | 0 | 4 | 4   | 182 | 170 | 12  |                               |
| 4   | HC Banik Karvina | 6   | 1 | 0 | 5 | 2   | 167 | 195 | -28 |                               |

### Groep D
| Pos | Club               | Ptn | Wed | W | G | V | DV  | DT  | +/− | Opmerking                     |
| --- | ------------------ | --- | --- | - | - | - | --- | --- | --- | ----------------------------- |
| 1   | THW Kiel           | 8   | 6   | 4 | 0 | 2 | 175 | 150 | 25  | 00Geplaats voor kwartfinale00 |
| 2   | RK Zagreb          | 7   | 6   | 3 | 1 | 2 | 156 | 154 | 2   | 00Geplaats voor kwartfinale00 |
| 3   | Fibrex Săvinești   | 5   | 6   | 2 | 1 | 3 | 164 | 162 | 2   |                               |
| 4   | Vardar Vatrostalna | 4   | 6   | 2 | 0 | 4 | 152 | 181 | -29 |                               |

## Eindronde

### Kwartfinale
| Team 1       | Score   | Team 2               | 1       | 2       |
| ------------ | ------- | -------------------- | ------- | ------- |
| Kolding IF   | 57 – 63 | Fotex Veszprém       | 31 - 27 | 26 - 36 |
| SC Magdeburg | 56 - 60 | Portland San Antonio | 22 - 26 | 34 - 34 |
| RK Zagreb    | 53 - 62 | Montpellier          | 28 - 28 | 25 - 34 |
| Prule 67     | 61 - 59 | THW Kiel             | 33 - 33 | 28 - 26 |

### Halve finale
| Team 1               | Score   | Team 2         | 1       | 2       |
| -------------------- | ------- | -------------- | ------- | ------- |
| Prule 67             | 60 – 63 | Montpellier    | 31 - 27 | 26 - 36 |
| Portland San Antonio | 54 - 50 | Fotex Veszprém | 28 - 20 | 26 - 30 |

### Finale
Finale wedstrijd 1
| 26 april 2003 19:00 | Portland San Antonio | 27 - 19 | Montpellier | Pabellón Universitario de Navarra, Pamplona Scheidsrechters: Stefan Arnaldsson, Gunnar Vidarsson (ISL) |
| 26 april 2003 19:00 | (11-9)               |         |             | Pabellón Universitario de Navarra, Pamplona Scheidsrechters: Stefan Arnaldsson, Gunnar Vidarsson (ISL) |
| 26 april 2003 19:00 | 3× 6×                | Raport  | 3×          | Pabellón Universitario de Navarra, Pamplona Scheidsrechters: Stefan Arnaldsson, Gunnar Vidarsson (ISL) |

Finale wedstrijd 2
| 4 mei 2003 17:00 | Montpellier | 31 - 19 | Portland San Antonio | Palais des sports René-Bougnol, Montpellier Scheidsrechters: Jan Boye, Bjarne Munk Jensen (DEN) |
| 4 mei 2003 17:00 | (14-10)     |         |                      | Palais des sports René-Bougnol, Montpellier Scheidsrechters: Jan Boye, Bjarne Munk Jensen (DEN) |
| 4 mei 2003 17:00 | 4× 5× 1×    | Raport  | 3× 5× 1×             | Palais des sports René-Bougnol, Montpellier Scheidsrechters: Jan Boye, Bjarne Munk Jensen (DEN) |